# Wanderer W 11
Der Wanderer W 11 10/50 PS ist ein Pkw der oberen Mittelklasse, den die Wanderer-Werke 1928 als erstes Sechszylindermodell herausbrachten.

## Modellgeschichte und Technik
Das Fahrzeug hatte einen 6-Zylinder-OHV-Reihenmotor mit 2,55 Litern Hubraum vorne eingebaut und einer Leistung von 50 PS. Die Leistung wurde über ein Dreiganggetriebe mit Schalthebel in der Wagenmitte an die Hinterräder übertragen. Die Wagen mit U-Profilrahmen hatten blattgefederte Starrachsen und waren als offene Tourenwagen, Limousinen, Pullman-Limousinen, Cabriolets oder Roadster verfügbar.
1930 wurde der Wagen überarbeitet: Er erhielt ein Vierganggetriebe, einen längeren Radstand und neue Karosserien, zum Beispiel von Daimler-Benz, Reutter (Stuttgart) oder Gläser (Dresden). In dieser Form wurden die Wagen bis 1933 weitergebaut. Ab 1932 bekamen die W 11 ein leichtgängiges Lenkgetriebe (Rosslenkung) der Zahnradfabrik Friedrichshafen AG.
1933 wurde die Baureihe nach ca. 5200 Fahrzeugen vom kleineren Modell W 22 abgelöst. Von 1933 bis 1941 entstanden noch vom Wehrmachts-Kübelwagen W 11/I mit dem 3-Liter-Motor des Wanderer W 14 ca. 4500 Fahrzeuge.

## Technische Daten im Vergleich
|                       | W 11 (bis 1930)                   | W 11 (ab 1930)                    |
| --------------------- | --------------------------------- | --------------------------------- |
| Bauzeitraum           | 1928–1930                         | 1930–1933                         |
| Aufbauten             | T4, L4, PL4, Cb2, R2              | T4, L4, PL4, Cb2, R2              |
| Motor                 | 4-Zylinder-Viertaktmotor in Reihe | 4-Zylinder-Viertaktmotor in Reihe |
| Ventilsteuerung       | obengesteuert (OHV)               | obengesteuert (OHV)               |
| Bohrung × Hub         | 72 mm × 104 mm                    | 72 mm × 104 mm                    |
| Hubraum               | 2540 cm³                          | 2540 cm³                          |
| Nennleistung          | 50 PS (36,8 kW)                   | 50 PS (36,8 kW)                   |
| Verbrauch             | 15 l/100 km                       | 15 l/100 km                       |
| Höchstgeschwindigkeit | 90 km/h                           | 97 km/h                           |
| Leergewicht           | 1320–1350 kg                      | 1500–1600 kg                      |
| zul. Gesamtgewicht    | 1820–1850 kg                      | 1950–2050 kg                      |
| Elektrik              | 12 Volt                           | 12 Volt                           |
| Länge                 | 4600–4770 mm                      | 4600–4770 mm                      |
| Breite                | 1720 mm                           | 1720 mm                           |
| Höhe                  | 1850 mm                           | 1850 mm                           |
| Radstand              | 2920–3170 mm                      | 3000–3170 mm                      |
| Spur vorn/hinten      | 1420 mm/1420 mm                   | 1420 mm/1420 mm                   |
| Wendekreis            | 12 m                              | 12 m                              |

- T4 = 4-sitziger Tourenwagen
- L4 = 4-türige Limousine
- PL4 = 4-türige Pullman-Limousine
- Cb2 = 2-türiges Cabriolet
- R2 = 2-türiger Roadster